# Софіївська сільська рада (Костянтинівський район)
| Софіївська сільська рада — колишній орган місцевого самоврядування у Костянтинівському районі Донецької області з адміністративним центром у с. Софіївка. Сільській раді підпорядковані населені пункти: - с. Софіївка |

## Склад ради
Рада складається з 12 депутатів та голови.

## Керівний склад сільської ради
| ПІБ                      | Основні відомості                                                                       | Дата обрання | Дата звільнення |
| ------------------------ | --------------------------------------------------------------------------------------- | ------------ | --------------- |
| Глушко Василь Степанович | Сільський голова, 1956 року народження, освіта, безпартійний                            | 26.03.2006   | 16.12.2008      |
| Кубан Євгенія Михайлівна | Сільський голова, 1951 року народження, освіта, член Партії регіонів                    | 03.05.2009   | 31.10.2010      |
| Кубан Євгенія Михайлівна | Сільський голова, 1951 року народження, освіта середня спеціальна, член Партії регіонів | 31.10.2010   |                 |

Примітка: таблиця складена за даними джерела